# カルニチン
カルニチン（carnitine）は、生体において脂質の代謝に関与するビタミン様物質である。カルニチンはヒトの生体内でATP産生などに関わるものの、その必要量や、意図的な摂取の必要性の有無、有害性の有無などについては、議論が有る。ただし、条件によってはヒトでカルニチンの欠乏症が発症し得ることも知られており、医薬品として用いられる場合もある。。

## 構造
カルニチンは3位の炭素、すなわち、水酸基が結合している炭素がキラル中心であるため、1対の鏡像異性体が存在する。鏡像異性体を区別する場合に、カルニチンの場合は、古くからの慣習で、他の化合物のフィッシャー投影式を基準とした、LとDで区別される場合が多く、しばしば、D-カルニチンとL-カルニチンとして区別される。また、これらの等量混合物であるラセミ体は、しばしばDL-カルニチンと呼ばれる。
分子内に常に正に帯電した4級アンモニウムを持ち、加えてカルボン酸でもある。
なお、時にカルニチンは「アミノ酸の誘導体」と説明される場合があるので、誤解の無いように断っておくと、その構造から明らかなように、カルニチンは、アミノ酸ではない。

## L-カルニチンの生合成
L-カルニチンはヒトの体内で生合成されるため、ビタミンではない。L-カルニチンは、ヒトにとっての必須アミノ酸であるリジンとメチオニンの2つのアミノ酸から、肝臓や腎臓において生合成される生体成分である。このため、カルニチンは「アミノ酸の誘導体」などと説明される場合もあるものの、カルニチンは、構造的に広義のアミノ酸の定義にすら該当しない物質である。
ヒトの体内においては、L-カルニチンの生合成の開始物質は、リジンである。まず、メチオニンはS-アデノシルメチオニンに変換され、メチル基転移酵素の力を借りて、リジンの側鎖のアミノ基へと、S-アデノシルメチオニンが持つメチル基を転移させる。この部分が、カルニチンの4級アンモニウムの部分である。さらに続く反応で、今度は別な酵素の力を借りて、リジンの側鎖に水酸基が、立体選択的に付与される。つまり、ここでL体になる事が運命付けられる。この後も複数の段階で、別な酵素の力を借りて加工されてゆく事から明らかなように、要するに、カルニチンはリジンの側鎖の誘導体と説明できる。
ヒト体内でのL-カルニチンの生合成のためには、原料のリジンと、メチル基供与体のS-アデノシルメチオニン以外に、ビタミンC、鉄、ビタミンB6、ナイアシンが体内に不足すると、酵素の反応に支障を来たす場合がある。

## 役割
L-カルニチンは、生体内で脂質を燃焼してエネルギーを産生する際に、脂肪酸をβ酸化する場であるミトコンドリア内部に運搬する役割を担う。体内では骨格筋や心筋などに多く存在し、筋肉細胞で遊離した長鎖脂肪酸のミトコンドリアへの受け渡しなど、脂質の代謝に重要な働きをしている。
ミトコンドリアに輸送された脂肪酸は、β酸化を受けて次第に炭素鎖が短く切断され、酢酸にまで分解されてゆく。そして、β酸化によって生成したアセチルCoAは、ミトコンドリア内でのTCAサイクルを通じて、ATPやGTPの合成のため、または、体温の産生のためなどに使用される。しかし、長鎖脂肪酸はL-カルニチンと結合していないと、ミトコンドリア膜を通過して、β酸化が行われる、ミトコンドリアのマトリクスまで到達できないのである。これに対して、中鎖脂肪酸はL-カルニチンと結合せずにミトコンドリア膜を通過できることが知られている。しかし、L-カルニチンと結合されてミトコンドリア内部に運搬されている中鎖脂肪酸も存在する。参考までに、脂肪酸にL-カルニチンを結合させる反応は、ミトコンドリア膜に存在する酵素により触媒されている。
なお、脂質代謝に利用されるのはL-カルニチンのみであり、鏡像異性体であるD-カルニチンは活性が無いとされている。むしろ、D-カルニチンは、競合的にL-カルニチンの活性を阻害すると考えられている。
これ以外に、脂肪酸に類似した分子で、生体にとって不要な分子を、L-カルニチンに結合させて、L-カルニチンの水溶性を利用しつつ、尿中に排泄する役割も持つ。

## カルニチンが含まれる物

### 食品中のカルニチン含有濃度
カルニチンは、哺乳類の赤身の肉に、特に高濃度で含まれている。通常は、肉の色が赤ければ赤いほど、カルニチン含有濃度が高い傾向にある。特にカルニチンが多い畜肉は、草食動物由来で「幼畜よりも成畜」の肉と考えられる。
なお、他にも、魚介類の一部などの動物性食品には比較的高い濃度で含まれている。また、牛乳にもカルニチンが多少は含まれており、乳製品では、カルニチンは主にホエー画分に含まれる。逆に、植物性食品のカルニチンの含有濃度は、低い傾向にある。したがって、同じ量を食べた場合には、動物性食品を食べた方が多くのカルニチンを摂取できる傾向にある。
| 食材          | mg/kg | 脚注  |
| ------------- | ----- | ----- |
| ヤギ          | 2210  | [ 6 ] |
| 仔羊 （ラム） | 1900  | [ 6 ] |
| 鹿肉          | 1174  | [ 7 ] |
| 牛肉          | 1180  | [ 6 ] |
| 豚肉          | 274   | [ 6 ] |
| 鶏肉          | 80    | [ 6 ] |
| ロブスター    | 270   | [ 6 ] |
| 岩ガキ        | 243   | [ 6 ] |
| 鯨肉          | 134   | [ 7 ] |
| 牛乳          | 55    | [ 7 ] |
| ヨーグルト    | 41    | [ 6 ] |
| 牛乳          | 40    | [ 6 ] |
| マグロ        | 34    | [ 6 ] |
| 鮭            | 31    | [ 6 ] |
| ブロッコリー  | 4.8   | [ 6 ] |
| アボカド      | 4.0   | [ 6 ] |

### 母乳と乳児用粉ミルク
カルニチンは母乳にも含まれている成分で、乳幼児の成長因子の1つである。このため、母乳代替用の粉ミルクでは、カルニチンの添加がCODEXにより国際的に推奨されている。先進国ではこの基準に準じているが、日本は法規制によってそうではないためカルニチン欠乏症に注意が必要である。

### 医薬品
カルニチンは医薬品としても使用される場合がある。ただし、DL-カルニチンで良い場合と、L-カルニチンを用いる場合がある。

#### 消化管運動機能調整薬
ラセミ体のDL-カルニチンを塩酸塩にして、注射剤にした製剤を、消化管機能の低下が原因と考えられる症状に対して、胃腸薬として用いる場合がある。例えば、消化管の手術後などのように、消化管の動きが悪くなった際に用いる。この目的には、例えばアクラトニウム (aclatonium)やカルプロニウム (carpronium)が用いられるものの、カルニチンも消化管に比較的選択的に作用するコリン作動薬として、カルニチンを用いる場合もある。
なお、DL-カルニチンを投与すると、胃液の分泌を促進するだけでなく、膵液の分泌も促進する。このため、急性膵炎や慢性膵炎の急性増悪の際に投与すると、これが悪化する恐れがあるとして、使用は禁忌とされている。

#### カルニチン欠乏症の治療薬
生体内にL-カルニチンを補充する目的で、欠乏症に対して、L-カルニチン（レボカルニチン）を経口投与する場合がある。他にも、注射剤などの剤形も製造されてきた。これを投与すればL-カルニチンが補充されて、そのためにL-カルニチンの不足が改善するという単純明快な作用機序である。
ただし、慢性的なL-カルニチンの不足は、L-カルニチンに結合された上で体外へと排泄されるプロピオニル基を有した有害な代謝生成物が、生体内に蓄積する場合があり、そこにL-カルニチンが補充された結果、プロピオニル基がL-カルニチンに結合されて、そのまま体外への排泄を促す効果も得られる。
一方で、カルニチン欠乏症だったとしても、ほぼ腎機能が廃絶しているような患者にL-カルニチンを投与すると、例えば、L-カルニチンの4級アンモニウムの部分が外れて産生するトリメチルアミンのような有害な物質が、体内に蓄積する場合があるため、注意を要する。

### サプリメント
日本においては、医薬品、医療機器等の品質、有効性及び安全性の確保等に関する法律（薬機法）の適用を受けない、つまり、医薬品ではなく食品分野の製品として販売される、カルニチンのサプリメントも販売されている。その中には、そのままL-カルニチンを利用した製品も存在する。また、L-カルニチンの加工特性を高めるために、L-酒石酸とL-カルニチンとの塩や、フマル酸とL-カルニチンとの塩を利用した製品も存在する。
しかし、カルニチンの血中濃度は身体が調整しているため、サプリメントなどを利用して多量に摂取しても、追加の利益は無い可能性も指摘されている。

## 薬物動態

### 吸収
医薬品やサプリメントに限らず、食物中に含まれていたカルニチンを含めて、経口摂取されたカルニチンは、腸管から体内へ吸収される。
この際、
主としてOCTN (Organic zwitterions/cation transporters, Organic cation/carnitine transporters) を介して能動的に吸収される。なお、腸管に高濃度にカルニチンが存在した場合は、一部は受動的にも吸収される。ただし、その正確な吸収率については詳しく調べられていない。

### 排泄
カルニチンは主に腎臓から尿中へと排泄される。しかしながら、腎臓の尿細管においてもOCTNにより原尿から再吸収され、体内で効率良く使われている。
したがって、利尿薬を使用すると、過剰に尿中へと排泄され得る。
また、再吸収が起こらない血液透析を行うと、カルニチンは透析液の中へと流れ去る形で排泄される。

## カルニチンの積極的な摂取に関して
L-カルニチンは、体内で必要量の少なくとも10パーセントから25パーセントが生合成されるが、必要量には不足するため食事で摂取する必要があるとする意見も見られる。一方で「健康な小児および成人は、1日に必要なカルニチンを肝臓および腎臓でアミノ酸のリジンとメチオニンにより、充分な量を合成するため、食物やサプリメントから摂取する必要はない」という報告もある。また「腎臓はカルニチンを効率的に保持するため、摂取した食事のカルニチン含有量が低くても、体内のカルニチン量にはほとんど影響しない。」とする報告もある。このため、必須栄養素とは見なされず、摂取基準量などは設定されていない。
ただ、L-カルニチンは生体内の環境を調整する物質（conditional nutrient）の1つとして、コリン、イノシトールやタウリンなどと共に、必須ではないものの、比較的重要な栄養素と見なされる向きもある。

### 摂取量の目安
厚生労働省は、日本人の場合、1日あたり200 mgが必要量とし、1日あたりの摂取目安量を約1000 mgとしている。日本ではサプリメントとしてカルニチンが販売されているものの、その供給者に対して消費者への情報提供や、過剰摂取防止に対する配慮を行うよう勧告している。
そうであるにもかかわらず、なおも摂取を呼び掛けて宣伝をする業者なども見られる。
その論拠としては、例えば、L-カルニチンの生合成量は20代をピークに減少傾向が見られ、さらに筋肉中のL-カルニチンは加齢に伴い減少する傾向が見られるという物が挙げられる。また、特に成長期や妊娠中には、L-カルニチンの必要量が通常時よりも多くなり、L-カルニチンの生合成に必要な各物質も不足気味だとして、外部摂取が推奨する研究者もいる。積極的摂取を呼び掛ける彼らの意見をまとめると「L-カルニチンはアミノ酸のリジンとメチオニンから生合成されるので、成長期あるいは出産期以外には特に補給する必要はないという意見も有るが、主に食事により摂取される物が大部分だから積極的に摂取すべし」といった論調である。しかしながら、その手の意見が書かれているsiteなどは、しばしば、カルニチンサプリメントを含めたカルニチン製剤を販売している企業であったりするため、注意を要する。

### 過剰摂取のリスク
そもそも、カルニチンの血中濃度は身体が調整しているため、多量に摂取しても追加の利益は無い可能性もある。ただ、カルニチンは必要量以上に摂取しても、体外に排出される可能性が高く、比較的安全な食品成分とも言われている。
しかし一方で、カルニチンの過剰摂取は有害との意見も見られる。例えば、一部の腸内細菌によって、カルニチンが腸内で動脈硬化の原因物質とも言われるトリメチルアミン-N-オキシドへと代謝され、これが動脈硬化を誘発するとの説も有る。
L-カルニチンはヒトの体内でも生合成されており、健康で偏食ではない食事をしていれば、充分なL-カルニチンを確保できるのであって、むしろ過剰摂取による害が出る可能性も指摘されている。過ぎたるは及ばざるが如しとばかりに、カルニチンを過剰摂取しないように、日本では厚生労働省が勧告を行っている。

### 欠乏症
一方で、何らかの理由でL-カルニチンが体内から失われ易い状態に陥る場合もある。この結果、カルニチンの欠乏症を発症する場合がある。例えば、以下のような原因により、L-カルニチンの欠乏症が発症するものの、これに対してはL-カルニチンの経口投与や静脈投与が有効である。
- 摂取不足
  - 希少疾患児用の特殊除去乳の常用[20]
  - 長期間の中心静脈栄養[14]
  - 体重の減量などを目的とした、不適切な制限食・偏食[注釈 8]
  - 菜食主義・ヴィーガニズム[21][22][注釈 9]
  - カルニチンを含まない乳児用ミルク[22]
- 生合成不足
  - 腎不全[20]、肝不全[20]、多臓器不全[20]
- 過剰消費・過剰喪失
  - 人工透析[15]、下痢[14]などによる過剰喪失。
  - カルニチン代謝異常症（遺伝性疾患）[14]
  - 甲状腺機能亢進症[2]
  - 医薬品の副作用
    - 利尿薬による尿中への流出[14]
    - バルプロ酸ナトリウム[14][2]
    - ジドブジン[14]
    - 構造中にピボキシル基を有した抗菌薬[23]

小児ではカルニチンの合成能が低い、カルニチンの利用率が高い、筋肉量が少ないためカルニチンの体内蓄積量が少ないなどの理由により、2次性の欠乏症を発症し易いとされる。そうであるにもかかわらず、医療従事者のカルニチン欠乏症に関する知識が少ないとの指摘がある。
欠乏症による主な症状は、高アンモニア血症（心筋症を伴う場合もある）、低血糖、筋緊張低下、痙攣、意識障害、ライ様症状、横紋筋融解症、ミオグロビン尿症、脂質蓄積性ミオパチー、脂肪肝、筋肉痛、疲労、錯乱など。重度の場合は死亡する場合もある。

### 薬剤性L-カルニチン欠乏症
薬剤性L-カルニチン欠乏症とは、何らかの薬物を摂取した結果として発生する、L-カルニチンの欠乏症である。ただし、一口に薬剤性L-カルニチン欠乏症と言っても、原因薬物によって、L-カルニチンの欠乏症の機序は異なる。

#### バルプロ酸投与の影響
抗てんかん薬として広く使われ、気分障害（双極性障害）や片頭痛の治療薬としても使われる場合のあるバルプロ酸ナトリウムは、L-カルニチン欠乏症を引き起こす。
バルプロ酸によるL-カルニチン欠乏症の発生機序は、様々な機序が考えられている。例えば、バルプロ酸がL-カルニチンの合成に関わる酵素を阻害して生合成が抑制されること、腎臓でのL-カルニチンの再吸収を抑制することが挙げられる。また、バルプロ酸とは、2-プロピルペンタン酸の事であり、要するに、脂肪酸の類似分子である。バルプロ酸が代謝の過程でバルプロイルCoAに変換され、バルプロイルカルニチンとなって排泄されるため、L-カルニチンを体外へ奪う機序も挙げられる。これらの機序によって、慢性的にL-カルニチンが体内で不足し易い状況が継続する事が、バルプロ酸の代表的な副作用として知られる肝障害や高アンモニア血症に大きく関与しているとされる。
軽度の高アンモニア血症では自覚症状が出ない場合も多く、早期発見のために、服用中は定期的な血液検査が必要である。
てんかんや気分障害の治療薬は、一般に長期にわたり服用する物であり、特に、てんかんの治療では小児期から服用開始する場合が多いため、注意が必要である。
バルプロ酸の副作用予防としてL-カルニチンを経口投与する場合は、日本人の場合は体重1 kgあたり10 mg - 20 mg、または、成人で1日250 mg～750 mgを服用する。
バルプロ酸を服用している患者に、体重1 kgあたり15 mgのL-カルニチン投与を行った結果、1週間で欠乏症から回復したとする報告が有る。また、バルプロ酸の副作用による肝毒性や高アンモニア血症にも、L-カルニチンの摂取によって改善する効果が出たとの報告が有る。

#### ピボキシル基含有抗菌薬投与の影響
ピボキシル基含有抗菌薬は、セフェム系抗菌薬に属するトミロン（セフテラムピボキシル）、フロモックス（セフカペン ピボキシル塩酸塩水和物）、メイアクトMS（セフジトレンピボキシル）、カルバペネム系抗菌薬に属するオラペネム（テビペネム ピボキシル）など、多数の薬物にわたる。
これらの薬物は、体内で抗菌活性体とピバリン酸に変わる。ピバリン酸とは、2,2-ジメチルプロパン酸の事であり、要するに、脂肪酸の類似物質である。このピバリン酸もL-カルニチンによる抱合を受け、そのまま尿中に排泄される。したがって、尿中へとL-カルニチンが排泄され、L-カルニチンの欠乏症が引き起こされるという機序である。
この結果、バルプロ酸投与と同様に、L-カルニチン欠乏が発生して、脂肪酸の代謝が障害され、低血糖・高アンモニア血症を発症する場合もある。

#### 利尿薬投与の影響
利尿薬の中には、本来は腎臓で原尿から再吸収されるべきL-カルニチンの再吸収を妨げたりして、L-カルニチンの尿中へと流出させてしまう薬物も存在する。この結果、L-カルニチンの欠乏症が引き起こされる場合がある。

## アセチルカルニチン

アセチル-L-カルニチンの構造式

アセチルカルニチン (acetylcarnitine) とは、カルニチンの水酸基がアセチル化された形体であり、通常はL体で存在する。
体内のL-カルニチンのうち約1割は、体内の酵素によって水酸基がアセチル化され、アセチル-L-カルニチンの状態で存在する。アセチルカルニチンは、血液脳関門を通過して脳内に到達し、脳内でアセチルコリンの量を増やす事が判明した。アルツハイマー病の初期であれば、ドネペジルのような脳内で作用するコリンエステラーゼ阻害薬で、脳内のアセチルコリンの量を増加させれば、認知症の症状を改善できる。そこで、アセチル-L-カルニチンでも、アルツハイマー病の初期症状の改善に効果がある可能性があるかもしれないとして、研究されてきた。つまり、L-カルニチンが体内にあれば、勝手に体内で合成される物質ではあるものの、体外からアセチル-L-カルニチンを補えば、効果が出るかもしれないとの研究である。
しかしながら、アルツハイマー病は、脳の神経細胞が次々と死んでゆく進行性の疾患であり、ドネペジルなどで脳内のアセチルコリンの量を増加させたとしても、いずれ効果が得られなくなり、患者の認知症の症状は次第に悪化し、引き続いて患者は死亡する。つまり、脳内のアセチルコリンの量を増加させる方法は、アルツハイマー病の根本的な治療でない点に留意する必要がある。

## 研究
- L-カルニチンによって、脂肪燃焼が促進されるため、いわゆる「ダイエット」分野に連想され、サプリメントとして利用される場合がある。9件のランダム化比較試験の結果を利用したメタアナリシスでは、体重やBMIが減少していたとの結果が得られた[25]。
- 24件のランダム化比較試験から、カルニチンは特に1日1500 mg以上の場合に脂質プロファイルを改善し、また低カロリーな食事と共に血糖コントロールを改善した[26]。
- 4週間以上の試験期間の14件のランダム化比較試験から、慢性腎臓病に対するカルニチンのサプリメントは、血中のアルブミン濃度、血清総タンパク質、血清総コレステロールなどを上昇させ、有用であることを示唆したものの、より厳格な試験によって確認する必要が有る程度のエビデンスであり、また慢性腎臓病では体重とBMIに明確な影響は見られなかった[27]。
- 肝硬変に伴う、急性ではない肝性脳症にて、5件のランダム化比較試験の結果から、アセチル-L-カルニチンには血中アンモニアを低下させる証拠が有るものの、低品質な証拠である[28]。肝性脳症では、疲労や生活の質に効果は無い[28]。
- 多嚢胞性卵巣症候群では、2019年の文献探索で卵胞や卵巣の細胞が大きくなり、体重減少の可能性が示されたものの、確認にはランダム化比較試験などより厳格な試験が必要である[29]。
- 2017年に5件のランダム化比較試験から、カルニチンはインスリン抵抗性の治療に有用かもしれないと考えられたものの、1年までの長期間の試験は一部であるため、強く確認されるには、より長期間の試験が必要とされた[30]。
- L-カルニチンは筋肉細胞内において、脂肪酸をミトコンドリア内部に運搬する役割を担う[2]。このような事もあり、運動能力などを改善されるのではないかと期待されてきた。しかし、合計32人でのランダム化比較試験では、運動能力に影響を与えていないと判明した[31]。一方で、跛行を患うヒトでは、メタアナリシスの結果、歩行能力の小さな改善が示された[32][33]。
- 変形性関節症に対するメタアナリシスでは証拠の質は低いが、痛みの軽減に効果量0.8と大きな効果を示した[34]。
- 末梢性神経障害性疼痛では、4件のランダム化比較試験があり中等度の効果であった[35]。
- 悪性腫瘍に関連した疲労では、偏りの少ない結果では3件の研究をメタアナリシスして疲労の減少は見られず、この目的での使用はエビデンスで裏付けられていない[36]。
- 心筋梗塞後の使用では、メタアナリシスにて死亡率や同様の症状の発症に対する利益は見られない[13]。
- 文献調査の結果、認知症に対して、カルニチン摂取の利益を示す証拠は無かった[37]。軽度の認知症やアルツハイマー病では、アセチル-L-カルニチンとプラセボを比較した場合に、メタアナリシスによって効果量0.2と小さな効果が判明した[38]。なお、合計417人での多施設で実施されたランダム化比較試験の結果では、アルツハイマー病にも効果は無かった[39]。また、45歳以上の若年性アルツハイマー病の患者、合計229人での多施設で実施されたランダム化比較試験を実施した結果でも、1年後に効果は無かった[40]。なお、認知症ではない成人で認知機能への影響では、ランダム化比較試験は2017年までに2件しか無く、その効果に結論は下せない[41]。
- 抗うつ効果では、12件のランダム化比較試験を分析すると、効果は抗うつ薬と同等だが、アセチル-L-カルニチンの方が副作用は少ない[42]。

## 歴史
この物質は1905年に、ロシアの化学者により食肉の抽出エキス中から発見された。その後、この物質が哺乳類の筋肉中に多く含まれていると判明し、肉を意味するラテン語である「carnis（カルニス）」から「カルニチン」と命名された。
1927年には、カルニチンの構造決定に成功した。当時は、チャイロコメノゴミムシダマシ (Tenebrio molitor) に必須の成長因子として「ビタミンBT」と名付けられた。しかし、その後にヒトの体内で微量ながら生合成されると判明し、ビタミンBTとは呼ばれなくなり、ビタミン様物質の1つとして分類された。
1960年代までにカルニチンが長鎖脂肪酸の代謝に必須の物質として認識され、その後も生体内でのカルニチンの機能に関する研究が続けられていった。